# شاخه‌های بید
شاخه‌های بید فیلمی به کارگردانی و نویسندگیِ امرالله احمدجو محصول سال ۱۳۶۷ است.

## خلاصه داستان
حدوداً یک قرن پیش است. خالومراد که رعیت با تجربه و کاردان و عاقلی است، با کمک چهار پسر جوانش که هر یک در حرفه‌ای ماهر و استادند زندگی خوب و روبه راهی دارد. خان به مال و املاک او طَمَع می‌کند با دسیسه چینی مجبورش می‌کند با خانواده اش از آن ولایت فرار کند و در یک روستای دیگر که آنجا آشنایانی دارند، ماندگار می‌شوند. اما اهالی روستا و خان به آنها روی خوش نشان نمی‌دهند اما با تلاش و پشتکار دل اهالی را به دست می‌آورند و…

## بازیگران
- جمشید مشایخی
- رضا کرم‌رضایی
- جمشید لایق
- هادی اسلامی
- رضا رویگری
- محمد فیلی
- محمود پاک‌نیت
- حسین خانی‌بیک
- عزت‌الله مقبلی
- گوهر خیراندیش
- عین‌الشریعه پران
- فریبا جدی‌کار
- صدرالدین حجازی
- صدرالدین مهدویان
- جعفر نوش‌آبادی
- ماشاالله باقی
- مرتضی جمالی
- علی پناهیده
- عباس پناهیده
- ابراهیم اعراب
- غلامعلی آزادمنش
- حسن صاحبی
- فرامرز بهرام‌پور
- عزت‌الله مقصودی
- رضا یعقوب‌نیا
- حسن عربی
- یدالله افشار
- حسن اسدی
- محمدتقی محمدی
- علی‌محمد طاهری
- محمود جعفری
- آتش تقی‌پور
- پرویز شاهین‌خو
- منوچهر آذری
- پردیس افکاری